# Le Roman d'un jeune homme pauvre
Pour les articles homonymes, voir Le Roman d'un jeune homme pauvre (homonymie).
Le Roman d'un jeune homme pauvre est un roman d'Octave Feuillet paru chez Michel Lévy en 1858.

## Résumé
Un aristocrate ruiné, Maxime Odiot, marquis de Champcey d'Hauterive, accepte, pour vivre, une place d'intendant auprès de la riche famille Laroque d’Arz de parvenus ayant capté, autrefois, la fortune d’une branche des Champcey.
Marguerite, unique héritière des Laroque, est conquise par lui, mais se méfie des coureurs de dot. Maxime, quant à lui, ignore la spoliation dont a été victime sa famille de la part des Laroque d’Arz…

## Réception critique
Ce roman sentimental à fond social a connu un grand succès de librairie à sa sortie, et a été l'objet de nombreuses adaptations.

## Adaptations et réécritures
Le roman a été adapté pour le théâtre par son auteur sous la forme d'une comédie en cinq actes, représentée pour la première fois à Paris, au théâtre du Vaudeville le 22 novembre 1858, et publiée en 1859 chez Michel Lévy.
Une parodie signée « Eliacim Jourdain » (pseudonyme de Séraphin Pélican) intitulée Le Roman d'un pauvre jeune homme est parue en 1859.
Le roman a été adapté plusieurs fois au cinéma :
- L'ultimo dei Frontignac de Mario Caserini - 1911
- Le Roman d'un jeune homme pauvre de Georges Denola - 1913
- Le Roman d'un jeune homme pauvre de Gaston Ravel - 1926
- Le Roman d'un jeune homme pauvre d'Abel Gance - 1935
- Le Roman d'un jeune homme pauvre (Il romanzo di un giovane povero) de Guido Brignone - 1942
- Il romanzo di un giovane povero de Marino Girolami - 1958
- Il romanzo di un giovane povero de Cesare Canevari - 1974

Le film Le Roman d'un jeune homme pauvre (Romanzo di un giovane povero) d'Ettore Scola de 1995 n'est pas en lien avec l'œuvre d'Octave Feuillet.